# Anthology Volume Two
Az Anthology Volume Two az amerikai Dio heavy metal zenekar ötödik válogatásalbuma. A lemez azokat a sikeres dalokat tartalmazza, amelyek kimaradtak az Anthology-ról, mintegy kiegészítve azt.

## Dalok
|     | Cím                                       | Szerző(k)                   | Hossz |
| --- | ----------------------------------------- | --------------------------- | ----- |
| 1.  | Don't Talk To Strangers                   | Ronnie James Dio            | 4:54  |
| 2.  | Gypsy                                     | Vivian Campbell, Dio        | 3:38  |
| 3.  | Invisible                                 | Vinny Appice, Campbell, Dio | 5:25  |
| 4.  | Evil Eyes                                 | Dio                         | 3:38  |
| 5.  | Mystery                                   | Jimmy Bain, Dio             | 3:46  |
| 6.  | Rock 'n' Roll Children                    | Dio                         | 4:32  |
| 7.  | Hungry for Heaven                         | Bain, Dio                   | 4:11  |
| 8.  | Dream Evil                                | Dio, Craig Goldy            | 4:24  |
| 9.  | Naked in the Rain                         | Dio                         | 5:09  |
| 10. | Hey Angel                                 | Dio, Rowan Robertson        | 5:00  |
| 11. | Between Two Hearts                        | Dio, Robertson              | 6:30  |
| 12. | Lock Up The Wolves                        | Bain, Dio, Robertson        | 8:32  |
| 13. | Rainbow in the Dark (koncertfelvétel)     | Appice, Bain, Campbell, Dio | 4:56  |
| 14. | Long Live Rock 'N' Roll (koncertfelvétel) | Ritchie Blackmore, Dio      | 4:14  |
| 15. | We Rock (koncertfelvétel)                 | Dio                         | 5:40  |

## Közreműködők
- Ronnie James Dio – ének (1–15)
- Vivian Campbell – gitár (1–7)
- Craig Goldy – gitár (8, 9)
- Rowan Robertson – gitár (10–12)
- Jimmy Bain – basszusgitár (1–9)
- Teddy Cook – basszusgitár (10–12)
- Claude Schnell – billentyűk (4–9)
- Jens Johansson – billentyűk (10–12)
- Vinny Appice – dob (1–9)
- Simon Wright – dob (10–12)